# 冶山街道
冶山街道，是中华人民共和国江苏省南京市六合区下辖的一个乡镇级行政单位。
该街道北接安徽省天长市的同名镇冶山镇。
原为冶山镇。2014年，撤销冶山镇建制，设立冶山街道。

## 行政区划
冶山镇下辖以下地区：
四合墩社区、冶山社区、东王社区、老山村、瓜娄社区村、石柱林村、白云山村、新街村、岗陈社区村、青龙村、平庄村和双墩社区村。